# Assistant hospitalier universitaire
Pour les articles homonymes, voir AHU.
Assistant hospitalier universitaire (AHU) est un titre français de praticien non titulaire hospitalo-universitaire (bi-appartenance hospitalière et universitaire).

## Description
L'activité d'assistant hospitalier universitaire est inscrite dans une logique conjointe d'activités hospitalières et universitaires. Ses missions sont dédiées aux actes odontologiques (chirurgien-dentiste), aux actes pharmaceutiques (pharmacien), biologiques (médecin/pharmacien) et anatomopathologiques (médecins) exclusivement en CHU (établissements publics de santé).
Les AHU assurent des fonctions d'enseignement pour la formation initiale et continue, des fonctions de recherche clinique et/ou fondamentale et des fonctions hospitalières comme la formation des internes. Les dispositions statutaires des AHU ont d'abord été définies par le décret no 84-135 du 24 février 1984, modifié par deux décrets no 2006-593 et no 2008-306,. Ils le sont désormais par le décret no 2021-1645 du 13 décembre 2021. 

## Les assistants hospitaliers universitaires des disciplines pharmaceutiques
Leur statut a été créé en 2006 lors de l'intégration des disciplines pharmaceutiques dans les centres hospitaliers universitaires. Cette intégration a permis aux pharmaciens l'exercice des fonctions conjointes d’enseignant et de praticien hospitalier en suivant un parcours et des titres alignés sur ceux des médecins hospitalo-universitaires.
L'exercice effectif des fonctions d'AHU (deux années) est un prérequis d'accès aux carrières hospitalo-universitaires des disciplines pharmaceutiques. À présent, les étudiants en pharmacie candidats à une carrière de maître de conférences des universités-praticien hospitalier (MCU-PH) ou de professeur des universités-praticien hospitalier (PU-PH) doivent soit:
-s’orienter vers l’internat (4 ans) où ils valideront un Master 2 afin d’accéder à un poste d’assistant hospitalier universitaire où ils pourront préparer une thèse d’Université en alternance avec leur formation de praticien hospitalier
-soit être titulaires d’un Doctorat d’Université (3-4 ans) considéré comme équivalent à l’internat (tel que défini aux articles 26-2 et 26-3 du décret 84.135 du 24 février 1984 modifié) pour accéder à cette fonction.
Ils intègrent ensuite la voie hospitalo-universitaire à l’issue d’un seul concours.